# 小斯通灣
小斯通灣 是亚得里亚海的一个海灣，它被佩列沙茨半島和歐洲大陆包围。該水域分別受克罗地亚和波斯尼亚和黑塞哥维那管轄。海湾以马里斯通村命名。該村莊靠近斯通。